# Nazionale femminile di hockey su ghiaccio della Norvegia
La nazionale di hockey su ghiaccio femminile della Norvegia è controllata dalla Federazione di hockey su ghiaccio della Norvegia, la federazione norvegese di hockey su ghiaccio, ed è la selezione che rappresenta la Norvegia nelle competizioni internazionali femminili di questo sport.

## Competizioni principali

### Olimpiadi invernali
Nessuna partecipazione

### Mondiali
- 1990: 6º posto
- 1992: 6º posto
- 1994: 6º posto
- 1997: 8º posto

### Europei
- 1989: 4º posto
- 1991: 4º posto
- 1993:  3º posto
- 1995: 4º posto
- 1996: 4º posto